# Anna Kulíšková
Anna Kulíšková es una esquiadora paralímpica checa, que compite en la clasificación de discapacidad visual. Ganó una medalla de plata y una de bronce en los eventos Super-G en los Juegos Paralímpicos de Turín 2006 y 2010, respectivamente.

## Carrera
Kulíšková sufre una discapacidad visual desde el nacimiento, y solo puede tiene una visión de túnel de cuatro grados. Más tarde explicó que esta capacidad limitada de visión significa que podía leer libros y estudiar. Cuando era niña, compitió en una variedad de deportes en los Juegos deportivos nacionales para jóvenes con discapacidad visual. Después de esto, se dedicó al esquí de fondo y esquí alpino.
Compitió por primera vez en los Juegos Paralímpicos de Invierno de 2006 en Turín, Italia. Se colocó en segundo lugar en el Super-G, ganando la medalla de plata. También compitió en el evento de eslalon gigante, donde terminó en cuarta posición fuera de los lugares del podio. Participó una vez más en los Juegos de 2010 en Vancouver, Canadá. Esta vez ganó la medalla de bronce en la competencia Super-G para atletas con discapacidad visual. Fue la única medalla que ganó un atleta de la República Checa en los Juegos Paralímpicos de Invierno de 2010.
Después de graduarse con una licenciatura de la Facultad de Ciencias Sociales de la Universidad Carolina de Praga, se mudó a Vancouver. Le resultó difícil conseguir alojamiento, ya que necesitaba vivir en un lugar que le permitiera tener un perro guía. Mientras estuvo allí, tomó lecciones para mejorar su comprensión del idioma inglés. Fuera de los deportes, busca una carrera en el periodismo.